# Nymphaea
El género Nymphaea L., 1753 comprende entre 7 y 17 especies (según los autores) de hierbas perennes acuáticas, y pertenece a la familia Nymphaeaceae. Su especie tipo es N. alba L., 1753. 

## Etimología
Su nombre proviene del latín nympha y este del griego nymphe, ninfa, indicando su predilección por las aguas, como en esos seres mitológicos.

## Descripción
Con las caracteres generales de la familia Nymphaeaceae.
- Hierbas perennes, acuáticas, con rizomas simples o ramificados, horizontales o erectos.
- Hojas usualmente flotantes, raramente emergidas, sagitadas a orbiculares, de borde entero, sinuado o dentado, con nerviación fundamentalmente palmada, usualmente el envés más o menos rojizo a purpúreo; las sumergidas, membranosas.
- Flores solitarias, blancas, amarillas, rosas, rojas o azules, flotantes o emergidas; sépalos (3-)4(-5), libres; pétalos (6-)8-40(-50), períginos; estambres numerosos (varios cientos), amarillos o crema, los externos petaloides, los internos filantéreos, períginos, erectos, tecas de dehiscencia longitudinal introrsa, a veces con apéndice apical del conectivo; carpelos (5-)8-35, basalmente sincárpicos, apicalmente sincárpicos a apocárpicos, estigmas en copa estigmática con apéndices carpelares (cuando están presentes) alrededor, incurvos.
- Fruto globoso a elipsoide, de dehiscencia irregular, en pedúnculos curvos o espirales.
- Semillas numerosas, ovoides, globosas o elipsoides, con arilo, envueltas en mucílago.
- Polen zonasulculado, de anazonasulculado a zonizonasulculado.
- Número cromosómico: 2n = 28-224; x = 14.

## Ecología
Viven en lagos, lagunas y charcas, o arroyos de corriente lenta. La antesis puede ser nocturna o diurna, en el primer caso la polinización la efectúan escarabajos (cantaridofilia) y en el segundo, abejas.

## Distribución

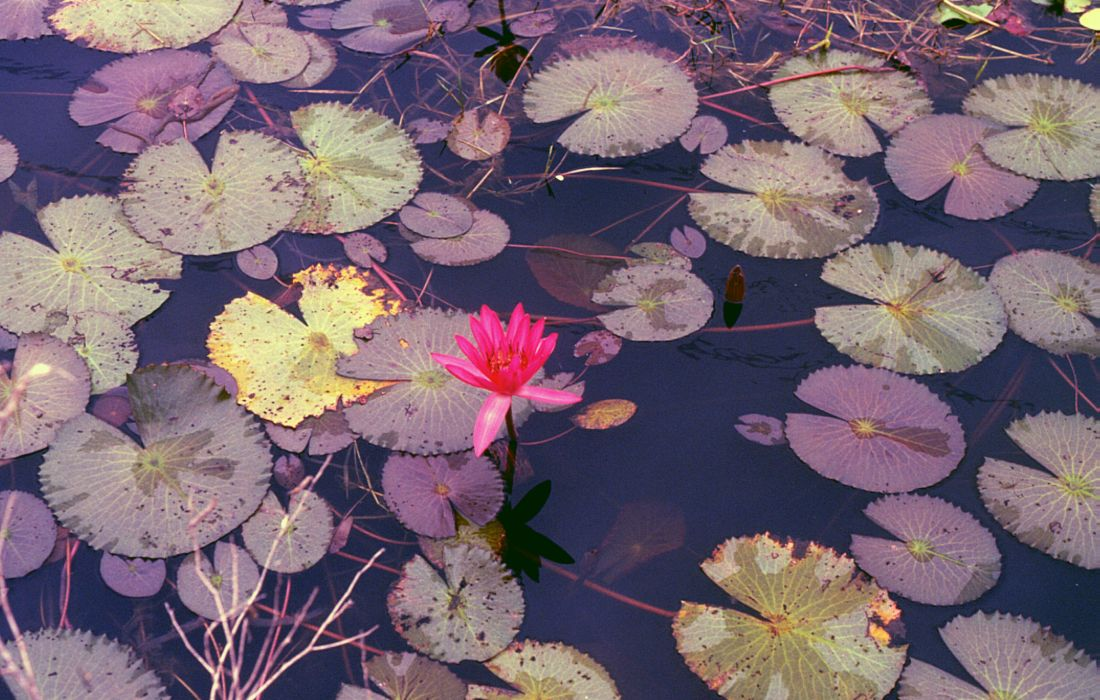
Nymphaea pubescens

El género es distribución cosmopolita.

## Usos
Las especies de este género tienen una gran importancia en jardinería para ornamento de superficies de agua y en acuariofilia. Existen numerosos cultivares de las especies más utilizadas. En algunas especies, las flores exhalan un olor penetrante y han sido usadas como narcótico psicodisléptico en prácticas adivinatorias y extáticas. En algunos lugares, se usan en la alimentación humana las semillas y los tubérculos.

## Sinonimia
- Nimphaea Neck., 1768 (error).
- Nimphea Nocca, 1793 (error).
- Castalia Salisb., 1805.
- Nymphea Raf., 1808 (error).
- Leuconymphaea Kuntze, 1891.

## Especies

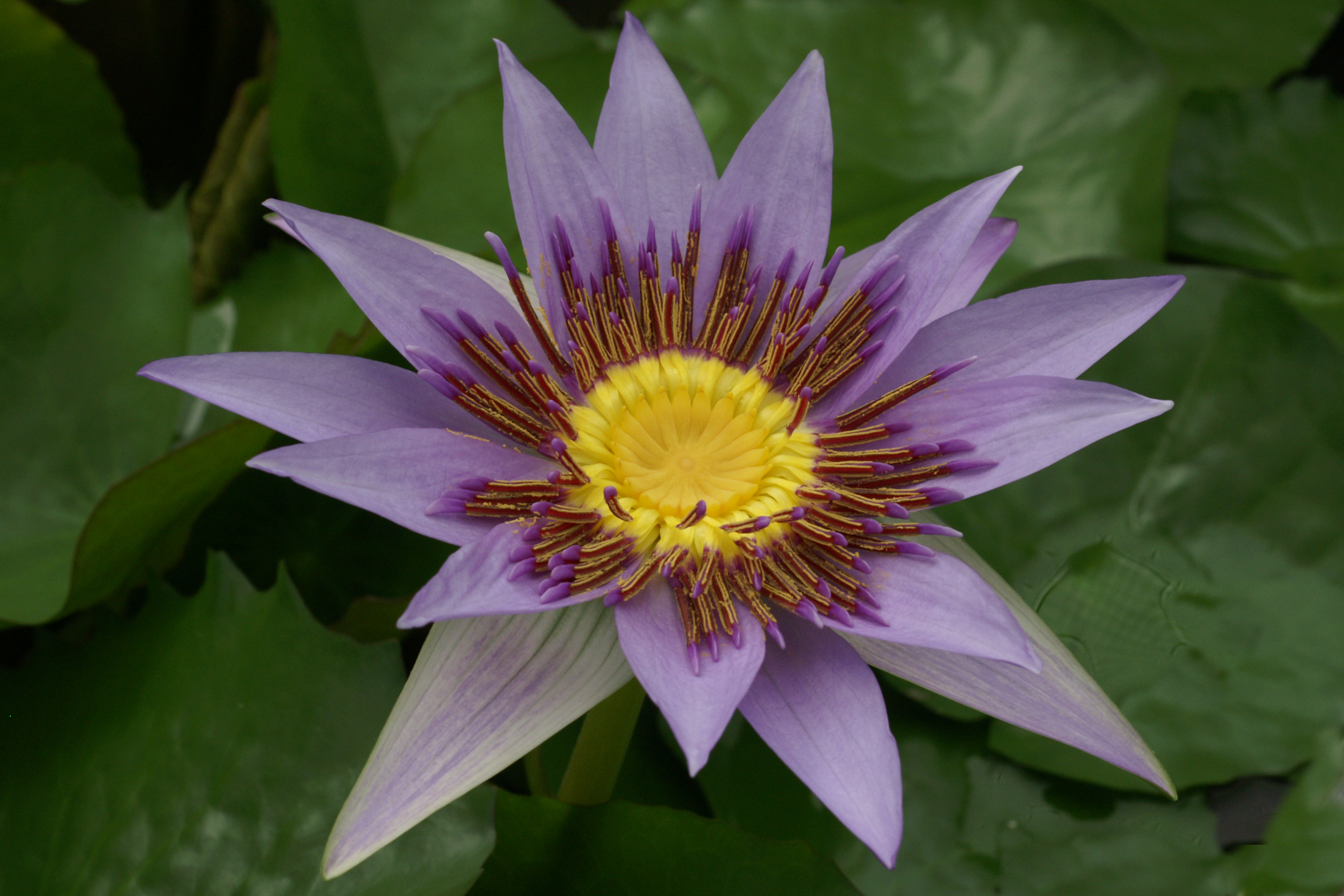
Flor de Nymphaea colorata

El ITIS reconoce 18 especies dentro del género:
- Nymphaea alba
- Nymphaea amazonum
- Nymphaea ampla
- Nymphaea blanda
- Nymphaea caerulea
- Nymphaea capensis
- Nymphaea conardii
- Nymphaea elegans
- Nymphaea glandulifera
- Nymphaea gracilis
- Nymphaea jamesoniana
- Nymphaea leibergii
- Nymphaea lotus
- Nymphaea mexicana
- Nymphaea micrantha
- Nymphaea odorata
- Nymphaea rudgeana
- Nymphaea thermarum
- Nymphaea tetragona

## Híbridos
Se conocen numerosos híbridos artificiales y cultivares de jardinería.
- Nymphaea × daubenyana
- Nymphaea × thiona